# System parlamentarno-komitetowy
System parlamentarno-komitetowy (komitetowo-wiecowy; rządów zgromadzenia; konwentu) – system rządów występujący w konstytucji jakobińskiej z 1793, Komunie Paryskiej, oficjalnie w ustroju niektórych państw Bloku Wschodniego oraz we współczesnej Szwajcarii i San Marino.
Najważniejszą zasadą jest zasada jedności władzy, co oznacza, że nie występuje jej trójpodział. Całość władzy należy do parlamentu. Parlament powołuje pozostałe organy, określa również ich zadania i sprawuje nad nimi kontrolę. Rząd jako komitet wykonawczy parlamentu jest bezpośrednio wybierany przez parlament, przed którym jest odpowiedzialny. Głowa państwa nie może rozwiązać parlamentu przed końcem kadencji.

## Charakterystyka
- jednolitość władzy państwowej;
- parlament jest organem władzy najwyższej (posiada władzę ustawodawczą i wykonawczą);
- rząd powoływany jest przez parlament, a nie przez głowę państwa (rząd jest komitetem wykonawczym parlamentu);
- rząd odpowiada politycznie przed parlamentem, ale konflikt na linii rząd-parlament może zostać rozstrzygnięty tylko na korzyść parlamentu;
- ministra nie można odwołać (ustępuje sam lub gdy nie zostanie wybrany do parlamentu w następnych wyborach);
- głową państwa zostaje członek rządu o najdłuższym stażu;
- głowa państwa odpowiada politycznie przed parlamentem (ponosi też odpowiedzialność karną);
- głowa państwa nie ma prawa rozwiązania parlamentu przed upływem jego kadencji